# Dongpo Shitan
Dongpo Shitan (chinesisch 动魄石滩 ‚Schrecklicher Felsstrand‘) ist ein felsiger Strand an der Ingrid-Christensen-Küste des ostantarktischen Prinzessin-Elisabeth-Lands. Es liegt westlich des Stepped Lake und nördlich der russischen Progress-Station.
Chinesische Wissenschaftler benannten ihn 1989 im Zuge von Vermessungs- und Kartierungsarbeiten.